# Till the End of Time
Till the End of Time – piosenka skomponowana na drugi studyjny album Mariah Carey, przez nią samą i Waltera Afanasieffa.